# Lirica corale
I canti corali greci accompagnati da strumenti musicali e dalla danza sono già descritti in Omero; questi riferimenti attestano la grande antichità di questo genere letterario, che ebbe la sua acme nel VI-V secolo a.C. e che fu anche quello che si protrasse più a lungo nel tempo, almeno fino al V secolo d.C.

## Descrizione
Di origine peloponnesiaca, come dimostra l'uso del dialetto dorico anche da parte di poeti esterni a tale area linguistica, la lirica corale vide tra i suoi iniziatori artisti trapiantati a Sparta da altre regioni (in primis Terpandro di Lesbo, mitico inventore dell'eptacordo e fondatore di una scuola musicale). A tale proposito, risulta possibile distinguere un primo periodo e un secondo periodo della lirica corale. Il primo periodo si estende indicativamente tra il 650 e il 550 a.C. (rispettivamente, florilegio di Alcmane e morte di Stesicoro). Il secondo periodo va invece dal 550 al 438 a.C. (rispettivamente, nascita di Simonide e morte di Pindaro). Si deve però tener presente che la distinzione tra questi "periodi" è tutt'altro che netta: basti pensare che, nello stesso anno 550 (circa), nacquero sia Ibico (del primo periodo) sia Simonide (del secondo).

## Storia
Al primo periodo, oltre a Terpandro, si possono ricondurre altri lirici che, provenendo da altri luoghi della Grecia, sono in un modo o nell'altro giunti a Sparta e quivi hanno contribuito alla nascita della lirica corale: essi sono Polimnesto di Colofone, Taleta di Gortina e Alcmane di Sardi, uno dei nove lirici greci del Canone (l'unico di cui rimangano frammenti notevoli). Grande importanza riveste anche Stesicoro di Imera, altro poeta del Canone, ma di cui possediamo pochi e brevi frammenti, insufficienti per apprezzarne appieno l'arte. Lo stesso discorso vale anche per Ibico, continuatore dell'arte di Stesicoro, che forse si diede anche alla lirica monodica alla maniera saffica e anacreontea.
Al secondo periodo appartengono Simonide di Ceo, Bacchilide di Ceo (un suo nipote) e Pindaro di Cinocefale (nato nel 520, coevo di Bacchilide). La differenza principale tra i lirici di questo periodo e quelli del primo vanno ricercate, più che nella forma della poesia, nelle circostanze in cui essa viene composta. Se nel primo periodo i poeti che componevano celebrazioni si rivolgevano direttamente a un "pubblico", stabilendo legami di empatia con esso anche attraverso l'accostamento di mito (antico) e vicenda celebrata (presente), nel secondo periodo la committenza va a coincidere con un'élite di tipo aristocratico (un tiranno, una famiglia nobile...): questo porta inevitabilmente all'inserimento, all'interno del canto, di un motivo adulatorio verso il committente. Il poeta diventa più versatile e affina l'abilità di fondere in modo originale il tema mitico per soddisfare le attese del pubblico e la celebrazione del committente, spesso "eroificato" attraverso il mito stesso. Si parla, in questo caso, di "πολυτροπία" (polytropia - "versatilità", o "norma del polipo", per dirla con B. Gentili): l'artista non diventa adulatore passivo, bensì riesce a dimostrare la propria arte malgrado, e anzi proprio attraverso, tutte le limitazioni e restrizioni del caso.

## Generi della poesia corale
Gli antichi distinsero diversi tipi di poesia corale, anche se oggi le caratteristiche di queste distinzioni sfuggono.
Una prima differenza intercorreva tra canti in onore degli dei e canti per uomini.
Tra i primi erano: l'Inno, rivolto a varie divinità; il Peana, proprio del culto di Apollo; il Ditirambo, sacro a Dioniso; il Partenio, cantato da fanciulle vergini e dedicato ad Artemide; il Prosodio, canto processionale; l'Iporchema, la cui funzione era riservata ad accompagnare la danza ed originariamente legato al culto di Apollo. 
Dedicati agli uomini erano: l'Encomio, in onore di persone segnalatesi in diverse circostanze; l'Epinicio, riservato ai vincitori delle gare sportive; l'Epicedio, canto funebre. Un carattere intermedio tra sacro e profano era rivestito dal Threnos, eseguito nelle cerimonie funebri; lo Scolio, ossia il canto conviviale; l'Imeneo e l'Epitalamio, cantati nelle cerimonie nuziali.
Lo strumento di accompagnamento musicale era la lira o il flauto.